# Elaphoidella anatolica
Elaphoidella anatolica is een eenoogkreeftjessoort uit de familie van de Canthocamptidae. De wetenschappelijke naam van de soort is voor het eerst geldig gepubliceerd in 1953 door Chappuis.